# قرطم متشعب
القرطم المتشعب نوع نباتي ينتمي إلى جنس القرطم من الفصيلة النجمية.